# Français de Belgique
Pour les Français vivant en Belgique, voir Français en Belgique
 (juillet 2018).

Le français de Belgique est principalement parlé dans la Communauté française (Bruxelles et Wallonie), en rouge sur la carte. Cependant la région flamande compte aussi de nombreux francophones, de langue maternelle et seconde.

Le français de Belgique est une variante régionale du français. Il est différent du wallon, qui est une langue d'oïl, au même titre que le picard, le champenois ou le lorrain (également parlés en Belgique). Le français de Belgique se différencie peu de celui de France ou de Suisse. Il se caractérise par des termes qui sont considérés comme archaïques en France, par des innovations locales, par des emprunts aux parlers romans de Wallonie (principalement le wallon et le picard) et aux langues germaniques voisines (principalement le néerlandais, ses dialectes flamand et brabançon et l'allemand).
Le français est une des trois langues officielles de Belgique (avec l'allemand et le néerlandais) et serait la langue véhiculaire d'environ 44 % de la population, principalement dans les régions wallonne et bruxelloise. Selon l'Observatoire démographique et statistique de l'espace francophone, plus de 71 % de la population belge serait en mesure de parler français,.

## Histoire

### Origines
Le français apparait dans ce qui n'est pas encore la Belgique, à l'époque des guerres de Religion, soit au XVIe siècle lorsque la majorité de la noblesse et de l’élite belge se convertit au protestantisme. En effet, la propagation des idées de Martin Luther puis de Jean Calvin se fait désormais au travers de livres, pamphlets ou de bibles imprimés en néerlandais, ce qui était interdit à l'époque. Cela bouleverse profondément la société des Dix-Sept Provinces alors appelées les Pays-Bas espagnols (puisque toujours controlés par la maison de Habsbourg d'Espagne), car l'accès à ces idées devient incontrôlable. Cela entraine une révolte dans de nombreux territoires qui se retournent contre l'autorité du roi catholique Philippe II d'Espagne et s'auto-proclament des républiques calvinistes, comme la république d'Anvers, la république de Bruxelles ou la république de Gand. La monarchie espagnole finit toutefois par reconquérir la partie méridionale de ses terres (le nord devenant les Provinces-Unies) et y combat la langue néerlandaise, jugée hérétique, en imposant la langue française à la noblesse et la bourgeoisie. Le néerlandais n'est dès lors plus enseigné dans l'actuelle Flandre mais les dialectes, tels que le flamand, continuent d'être utilisés et de se différencier par l'appauvrissement de la langue. L’usage du français devint ainsi un signe de distinction sociale entre la société « éduquée » et le peuple, dont celui de langues romanes dans l'actuelle région de langue française de Belgique, continue lui aussi d'utiliser ses patois comme langue vernaculaire (wallon, picard, lorrain, ardennais...) sans que le français ne parvienne à s'imposer.

### Période française et néerlandaise
Avec la période française de l'histoire de la Belgique, le français va s'imposer comme langue de l'administration et de l'enseignement, entrainant une « francisation » des départements réunis à la Première République française, puis au Premier Empire, après la seconde annexion française des États de Belgique de 1794. On note tout particulièrement le début de la francisation de Bruxelles et le chamboulement des règles sociales de l'Ancien Régime. 
Avec la création du royaume uni des Pays-Bas dès 1815, c'est l'inverse qui va se produire et l'on remarque une politique très claire de « néerlandisation » de la société par le roi Guillaume Ier d'Orange-Nassau. Cela sera d'ailleurs l'une des causes de la révolution belge de 1830.

### Période belge
Après l'indépendance de la Belgique, le français s'impose comme seule langue officielle du pays, la Constitution belge étant rédigée dans cette langue dès 1831. Il faut attendre le début du mouvement flamand et l'apparition des premières querelles linguistiques pour que la législation sur l'usage des langues en Belgique commence à évoluer.

## Une ou plusieurs variétés de français en Belgique

Aires dialectales de Belgique romane.

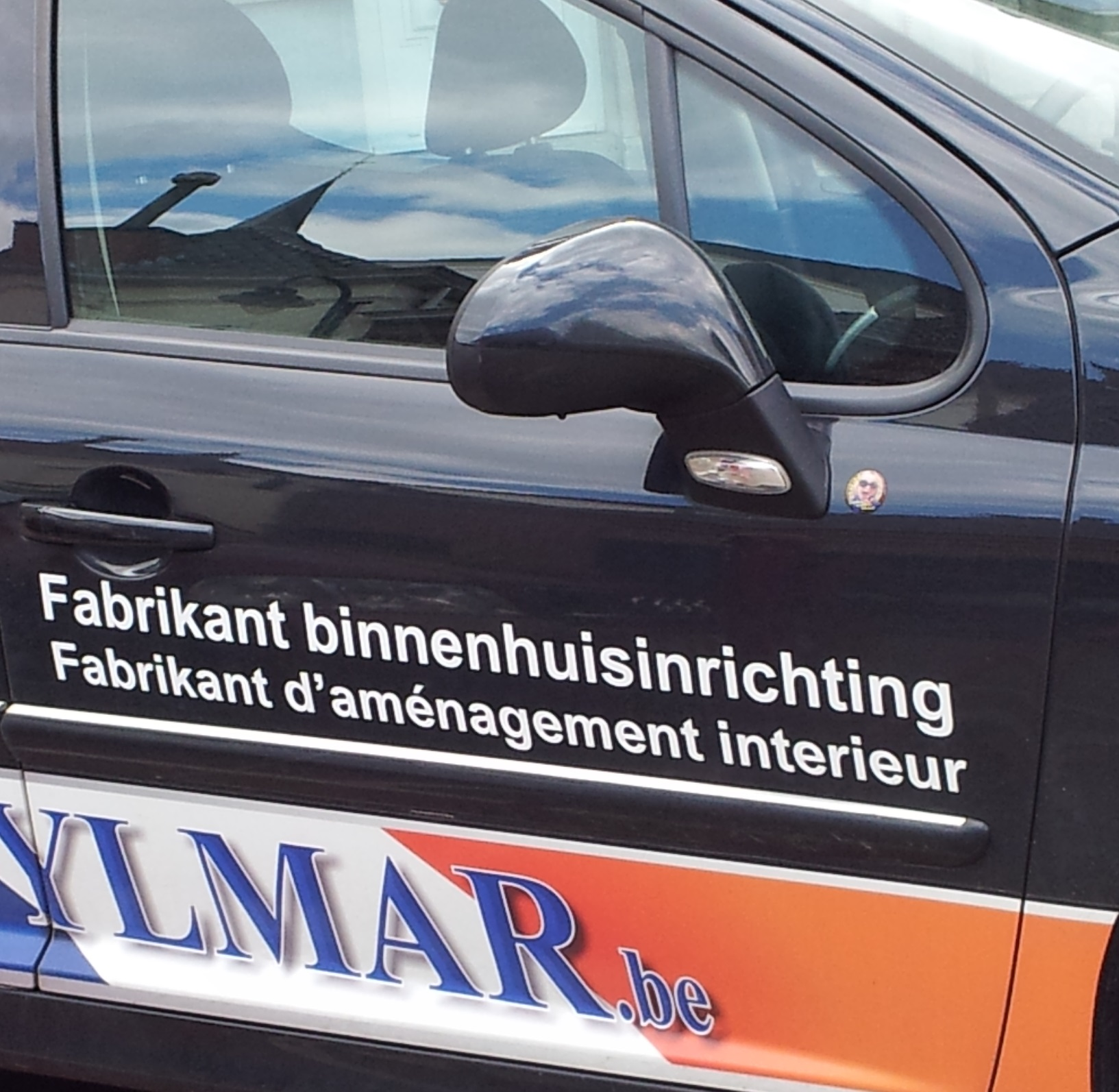
Le français en Flandre : Fabricant orthographié Fabrikant, avec un k, comme en néerlandais, et intérieur orthographié interieur sans accent aigu sur le é (photo prise à Renaix, en Flandre orientale).

Considérer le français de Belgique comme un ensemble homogène ne va pas de soi. Ainsi Michel Francard, dans l'introduction de son Dictionnaire des belgicismes, signale d'emblée la différence qui existe entre Bruxelles, ville qui est aujourd'hui largement francophone mais qui était encore majoritairement flamande au XIXe siècle, et la Wallonie, où le français est présent depuis de nombreux siècles.
Selon le professeur Félix Rousseau, historien et militant wallon :

« À part Tournai et le Tournaisis, fief français, la principauté de Liège, les comtés de Namur, de Hainaut, de Luxembourg se trouvaient en terre d’Empire, donc situés en dehors des frontières politiques de la France. Et cependant, dès le XIIIe siècle, c’est le français qui est adopté partout comme langue littéraire. Voilà le fait capital de l’histoire intellectuelle de la Wallonie. Sans aucune contrainte, de leur pleine volonté, les Wallons sont entrés dans l’orbite de Paris et, depuis sept siècles, avec une fidélité qui ne s’est jamais démentie, n’ont cessé de participer à la culture française.
Certes, le français employé dans nos régions au moyen âge sera un français provincial, un français émaillé de wallonismes ou de picardismes suivant les cas. Les réussites seront variables suivant le degré d’instruction. Le français de chez nous ne sera ni plus ni moins provincial que celui qui est en usage dans la plupart des provinces françaises à la même époque. »

Cette histoire différente explique qu'il existe des différences importantes entre le français de Bruxelles et le français de Wallonie. Au sein même de la Wallonie, il existe des variations dues à l'influence des différents parlers romans (wallon, picard, lorrain, champenois). Cependant, de nombreux traits sont communs à l'ensemble des francophones de Belgique, d'une part parce que de nombreux faits lexicaux régionaux sont le fait des institutions politiques, sociales et culturelles de l'État belge, d'autre part parce que l'étroitesse du territoire concerné entraîne de nombreux échanges.
L'emploi des belgicismes n'est pas toujours généralisé, bien qu'ils soient compris. Par exemple, le terme oufti est spécifiquement liégeois. Jouer football est surtout utilisé dans les régions influencées par les parlers germaniques (comme les cantons de l'Est).

### Faits de langue propres au français de Bruxelles
Le français de Bruxelles-Capitale est parfois appelé le bruxellois, mais le terme est ambigu : il existe un bruxellois à prédominance flamande et un bruxellois à prédominance française, les deux mélangeant les deux langues à des degrés différents.
S'agissant du « bruxellois francophone », ses expressions et tournures viennent de l'histoire même de Bruxelles. Avant le milieu du XIXe siècle, la ville était d'expression néerlandaise (de dialecte brabançon, voir Francisation de Bruxelles). Il en reste l'utilisation du diminutif flamand -ke (Marieke pour petite Marie, le manneken-Pis (littéralement « le petit homme qui pisse ») ou néerlandais -je (ketje, « p'tit gars »), l'utilisation d'un vocabulaire flamand (un ket, un gamin, une pintje, un verre de bière), ou la traduction littérale d'expressions flamandes (le célèbre une fois, traduction littérale du mot néerlandais eens (Kom eens hier! « Viens un peu ici ! »).
Autre expression bruxelloise célèbre et populaire : Non peut-être ?!, signifiant « Oui sûrement », ou, inversement Oui sans doute, qui, prononcé d'une certaine manière, signifie « sûrement pas ».
Expression témoignant d'un ras le bol généralisé et bilingue (alternance de code linguistique) : Trop is te veel. (« Trop c'est trop. »), à mettre en rapport avec l'expression « En français comme en flamand », qui signifie « C'est un fait incontestable ».
Exhortation au soulèvement, à un nouvel élan, ou plus généralement à surmonter une difficulté, l'expression « tu peux là-contre » pourrait être comprise comme « tu peux t'y opposer (et le surmonter) ! ». Cette expression, interpellante dans sa structure, est très certainement la traduction littérale de la même expression en flamand, à savoir je kunt d'rtegen (néerl. général je kan ertegen ou je kan daartegen). (quant à la formule « là-contre » pour « contre cela », voir ci-dessus = au-dessus de ceci ; là-dessous = en dessous de cela, etc.)

Il existe d'autre part en Belgique et spécialement à Bruxelles une habitude (étonnante pour les étrangers) de mêler les deux langues dans les inscriptions bilingues sur les affiches, les devantures de magasins ou même dans la signalisation officielle, sans clairement les différencier. Les mots ou chiffres qui s’écrivent de la même manière en français et en néerlandais ne sont pas répétés. Sur les plaques des rues, par exemple, lorsque le nom de celles-ci est un nom propre, il n'est écrit qu'une seule fois. On peut donc lire : 
```
avenue
   de BROQUEVILLE
              laan

```

 (laan = avenue) ou
```
chaussée de
            NINOVE
            NINOOFSE
steenweg

```

 (steenweg = chaussée). Certains mots hybrides sont parfois créés de cette manière, comme le nom du KunstenFESTIVALdesArts (kunsten étant en néerlandais la traduction du mot arts).
Les Bruxellois ont également une manière toute particulière d'exprimer les liens familiaux ou d'amitié. Ainsi, ils diront « ma femme sa sœur » pour parler de la sœur de leur épouse. Dans Le Mariage de mademoiselle Beulemans, célèbre pièce du théâtre bruxellois, monsieur Beulemans rencontrant le père de son employé Albert s'exclame « Albert son père ». Il s'agit d'un calque d'une tournure courante du génitif en néerlandais : Piet zijn vriend pour l'ami de Piet.

## Le lexique: les belgicismes
Un belgicisme est un fait de langue propre au français de Belgique, commun à toutes les régions francophones du pays.
Même si le français parlé en Belgique est plus proche du français parlé en France que de celui parlé au Québec, il existe un grand nombre de belgicismes issus de termes oubliés ou inusités dans les autres pays francophones.
Certains belgicismes se retrouvent dans d'autres régions francophones (Suisse, Vallée d'Aoste), où ils ne portent plus ce nom : septante (« soixante-dix »), nonante (« quatre-vingt-dix »), à tantôt (à tout à l'heure). On retrouve également des termes wallons qui se sont répandus aux autres régions, comme avoir facile (« n'avoir aucune difficulté »), ou des emprunts au néerlandais et à d'autres langues germaniques : une dringuelle (un pourboire ou des étrennes, du néerlandais drinkgeld et de l'allemand Trinkgeld, pourboire). Certains belgicismes sont aussi des termes propres au système administratif belge (athénée, bourgmestre, accises).
Certains belgicismes ne se rencontrent pas dans certaines parties de la Belgique francophone. Cependant, un grand nombre de belgicismes sont employés dans le Nord de la France à cause de la proximité culturelle et des échanges transfrontaliers.

### Fréquence d'utilisation
La fréquence d'utilisation des belgicismes, comme l'intensité de l'accent, varie en fonction de la région et du milieu culturel.
Certains sont toujours utilisés, à commencer, bien entendu, par les belgicismes administratifs (cf. infra), ou utilisés la plupart du temps, comme septante. D'autres, à l'inverse, sont d'un usage beaucoup plus rare, dans des milieux plus restreints.[réf. nécessaire]
En dehors de ces extrêmes, les belgicismes les plus fréquemment utilisés sont les mots pour lesquels il n'y a pas d'équivalent tout à fait exact en français, comme le wallonisme astruquer, qui s'utilise quand la nourriture se retrouve dans la trachée au lieu de l'œsophage, ou le terme bruxellois klouch (voir liste infra). C'est également le cas lorsque le belgicisme véhicule des connotations différentes. L'emploi conscient de belgicismes peut aussi résulter de la volonté du locuteur de « faire belge », d'afficher sa belgitude ou son appartenance wallonne ou bruxelloise dans des circonstances particulières.
Les habitants francophones de Belgique n'ont aucune difficulté à comprendre le français standard. Les médias français, ou encore les films français, sont en effet couramment diffusés en Belgique, ce qui permet aux Belges francophones d'être perméables aux francismes. Les Belges francophones auront dès lors du mal à percevoir leurs propres régionalismes et ne connaissent pas les autres régionalismes français.
Exemple : un Belge francophone considérera bouteille (de gaz) et bonbonne comme des synonymes, mais n'aura pas la même définition du cornet qu'un Lorrain (= sachet).

### Taxonomie des belgicismes

#### Selon l'étymologie

##### Archaïsmes
L'usage actuel en France de certains termes est parfois le fait d'innovations parisiennes qui se sont répandues assez largement en France, mais pas dans les autres pays francophones (Belgique, mais aussi Suisse et Québec). De ce fait certains termes peuvent être perçus comme des archaïsmes en français de France.
On remarque à la première écoute les mots « septante » et « nonante », dont les correspondants dans la majorité de la francophonie sont respectivement « soixante-dix » et « quatre-vingt-dix ». Ces nombres ne sont pas vraiment des belgicismes puisqu'ils sont aussi utilisés dans d'anciennes possessions coloniales belges (en République démocratique du Congo, au Rwanda, au Burundi) mais aussi en Suisse, en Vallée d'Aoste, au Luxembourg et dans certaines parties de l'est de la France (Lorraine, Savoie…). Ils étaient encore couramment utilisés dans l'ensemble de la France jusqu'à la fin de la Renaissance. Septante et nonante sont de stricts héritages du latin, alors que quatre-vingts et quatre-vingt-dix sont des traces de l'héritage celte (les Celtes comptant en base 20[réf. souhaitée]). L'Académie française a adopté définitivement le système vicésimal pour 70, 80, 90 au XVIIe siècle. Ils étaient encore utilisés dans toute la France dans les années 1920. Contrairement au français de Suisse, celui de Belgique utilise exclusivement quatre-vingts pour 80 (et de même : quatre-vingt-un, quatre-vingt-deux, …, quatre-vingt-neuf).
Le maintien de la conjonction et dans cent et un, cent et deux, etc. est également un archaïsme.
Le terme à tantôt (à tout à l'heure) est lui aussi un archaïsme que l'on peut par exemple retrouver dans Le Malade imaginaire de Molière.
Les noms donnés aux repas sont également des archaïsmes :
- déjeuner : le repas du matin, qui vient du latin vulgaire disjunare, « rompre le jeûne », qui signifiait jusqu’au XIXe siècle « prendre le repas du matin[10] » ;
- dîner : le repas de midi (doublet lexical du précédent) ;
- souper : le repas du soir.

Cependant ces termes sont aussi utilisés en français, dans les régions traditionnellement de langue occitane du sud de la France, et sont même la norme en français québécois et en Suisse.

##### Innovations lexicales locales
De nombreux belgicismes sont des innovations lexicales, parmi lesquelles on distingue différents processus : la dérivation, la composition et la différenciation sémantique, qui conduit certains mots présents en français de référence à avoir un sens partiellement ou totalement différent en français de Belgique.
Voici quelques exemples de dérivations : ajoute « ajout », d’ajouter,, caillant « très froid » (faire caillant, « faire un froid de canard »), de cailler,, clignoteur « clignotant (d'un véhicule) », de clignoter,, copion, « antisèche », de copier, exemplatif, d'exemple (à titre exemplatif, « à titre d'exemple »),, flamiche « tarte au fromage » (formé de flamme et du suffixe -iche), savonnée « mélange d’eau et de savon pour nettoyer le sol », de savonner,, sterfput « siphon de sol».
Les innovations lexicales du français de Belgique sont souvent parallèles avec celles du français de référence. Par exemple, banc de neige « congère » (à comparer avec banc de sable, banc de roche, etc.) ou pissodrome « urinoir public » (à comparer avec baisodrome).
- afonner : boire d'un coup un verre (faire un à-fond) = cul-sec. « Afonne ta bière ! »

##### Emprunts aux parlers romans de Wallonie
Les emprunts aux parlers romans de Wallonie : principalement le wallon et le picard, mais aussi le lorrain (gaumais) et le champenois.
Vu qu'il existe un large vocabulaire commun entre ces parlers, il n'est pas toujours facile de rattacher un belgicisme à un parler en particulier. Spitant (pétillant, énergique), qui est entré dans le dictionnaire, est un emprunt au flamand spitten. S'il est largement utilisé en Belgique francophone, spiter est également présent en picard et en lorrain. Avoir difficile (« avoir des difficultés ») a des correspondants dans plusieurs parlers de Wallonie. Des termes comme grandiveux (« personne hautaine ou arrogante »), spépieux (« exagérément méticuleux »), maïeur (terme utilisé pour désigner familièrement le bourgmestre en Wallonie), taper à gailles (« choisir au hasard », gaye signifie noix en wallon et en picard) se retrouvent en wallon comme en picard. Rawette (« petite quantité, souvent excédentaire ») est présent en wallon, en picard et en lorrain.
Les wallonismes sont des emprunts faits au wallon ou des calques basés sur cette langue. Parmi les emprunts, on peut citer baraquî ou barakî (« personne dont l'attitude vestimentaire, le langage et le comportement sont peu raffinés, voire vulgaires »), emprunté au wallon barakî signifiant baraquier.
D'autres, comme maquée (« fromage blanc », du wallon makéye), sont régulièrement utilisés. Estaminet (« débit de boisson ») a été emprunté au wallon staminê à date ancienne. Dans un autre registre, spirou (« enfant espiègle ») est issu d'un mot wallon signifiant « écureuil ». C'est de ce wallonisme qu'est issu le nom du personnage de bandes dessinées Spirou. Le cougnou ou cougnole est un pain brioché fabriqué à la Noël qui a une forme allongée. La tarte al d'jote est une tarte au fromage fabriquée à Nivelles.
Curieusement le wallon, qui tend à s'affaiblir, a été durant toute l'expansion industrielle de la Wallonie la langue des entreprises de pointe, en particulier les charbonnages, dont par exemple les chevalements ont un nom wallon, comme belle fleur, issu du wallon belfleûr (= beffroi). De nombreuses œuvres d'artistes belges ont dans leur titre le mot hiercheuse (« ouvrière qui tire les wagonnets de charbon »), du wallon et aussi orthographe ancienne du mot français herscheur au féminin.
Ainsi, les mots wallons ne sont pas uniquement utilisés pour le folklore (comme les blancs moussis de Stavelot, par exemple). Beaucoup de Wallons émaillent leur français de mots wallons, dont on a parfois pu dire que, sans être un argot, il en a un peu la fonction. Ainsi vont les èye adon ké novèle ? (« et alors, quelles sont les nouvelles ? »), les liards (« l'argent »), bramin (« beaucoup ») et autre dji vou bin (« je veux bien », mais exprimant une réserve), dji vou dji n'pou (« je veux je ne peux » utilisé pour désigner un velléitaire), téch-tu (« tais-toi » employé au sens de « tu galèjes »). Parfois les mots wallons sont utilisés dans une conversation française, comme toudi (en wallo-picard) ou todi (en wallon liégeois) pour « toujours ».
Il existe enfin de nombreux noms de lieu qui n'ont que leur forme wallonne, comme Houte-Si-Plou (du wallon liégeois : « écoute s'il pleut »), nom toponymique qui désigne aussi un village retiré, un « trou perdu ». Liège est parfois appelée familièrement de son nom wallon Lîdje. Il en va de même pour la dénomination des habitants de certaines localités (ex. : les Borkins, habitants de Saint-Hubert), les noms de rue, et jusqu'à certains slogans politiques contemporains comme nucléaire, rastreins valè (« nucléaire, non merci »). Rastreins valè signifie en fait « Là, mon vieux, tu exagères ! » ; ou encore c'est toudi les p'tits qu'on sprotche (« ce sont toujours les faibles qui écopent », variante de sprotcher, spotcher = écraser).
Cependant, beaucoup de ces wallonismes ne sont effectivement employés que dans une partie de la Belgique francophone, voire de la Wallonie. Seule une partie d'entre eux se sont réellement répandus partout. Mais il y a en cela une constante évolution : si les Wallons aiment émailler leur français d'expressions wallonnes, ils le font en pleine connaissance de cause. En d'autres termes, ils sont parfaitement conscients que ces mots sont wallons et non français. Mais à la longue, certains mots finissent par être compris de tous, même des Bruxellois, et passent dans la langue française de Belgique. Au stade ultime, on finit parfois par oublier l'origine wallonne du mot.
Dans de nombreux cas, il est difficile de discerner à quel stade précis on en est de cette évolution. Le mot est-il encore un wallonisme ou est-il devenu un belgicisme ? La frontière est souvent floue.
Squetter (« casser ») est issu du picard,. Le picard a également donné de nombreux mots au français (rescapé).

###### Mots ou expressions venant du wallon
- baraque à frites : roulotte convertie en friterie ;
- biesse ou biète: bête (adjectif ou substantif). « Qu'il est biesse, celui-là ! » ;
- boquet : morceau ;
- botroûle ou boutroûle : nombril. Par extension : ventre ;
- jatte : tasse (du wallon jate qui veut dire tasse). À défaut d'indication contraire (une jatte de lait), il s'agit de café. On dira : « Vous voulez une jatte ? ». Ajouter « de café » est presque un pléonasme ;
- oufti ! : ça alors ! (exclamation vive) (origine : wallon liégeois) ;
- pesteller : piétiner, trépigner, faire les cent pas (exemple : Arrête de pesteller comme un veau, tu m’énerves !). Comparer à l'anglais to pester (harceler) ;
- poigner dans un sac, par exemple : y plonger la main, en vue de prendre une poignée de ce qu'il contient ;
- tchinis[ses] : petit objet, généralement sans grande valeur ; désordre. « Range un peu tes tchinis[ses] sur la table. » ou « Quel tchinis(se) ! » ;
- tiestu : têtu. (Au féminin: tiestute).

##### Emprunts aux langues germaniques

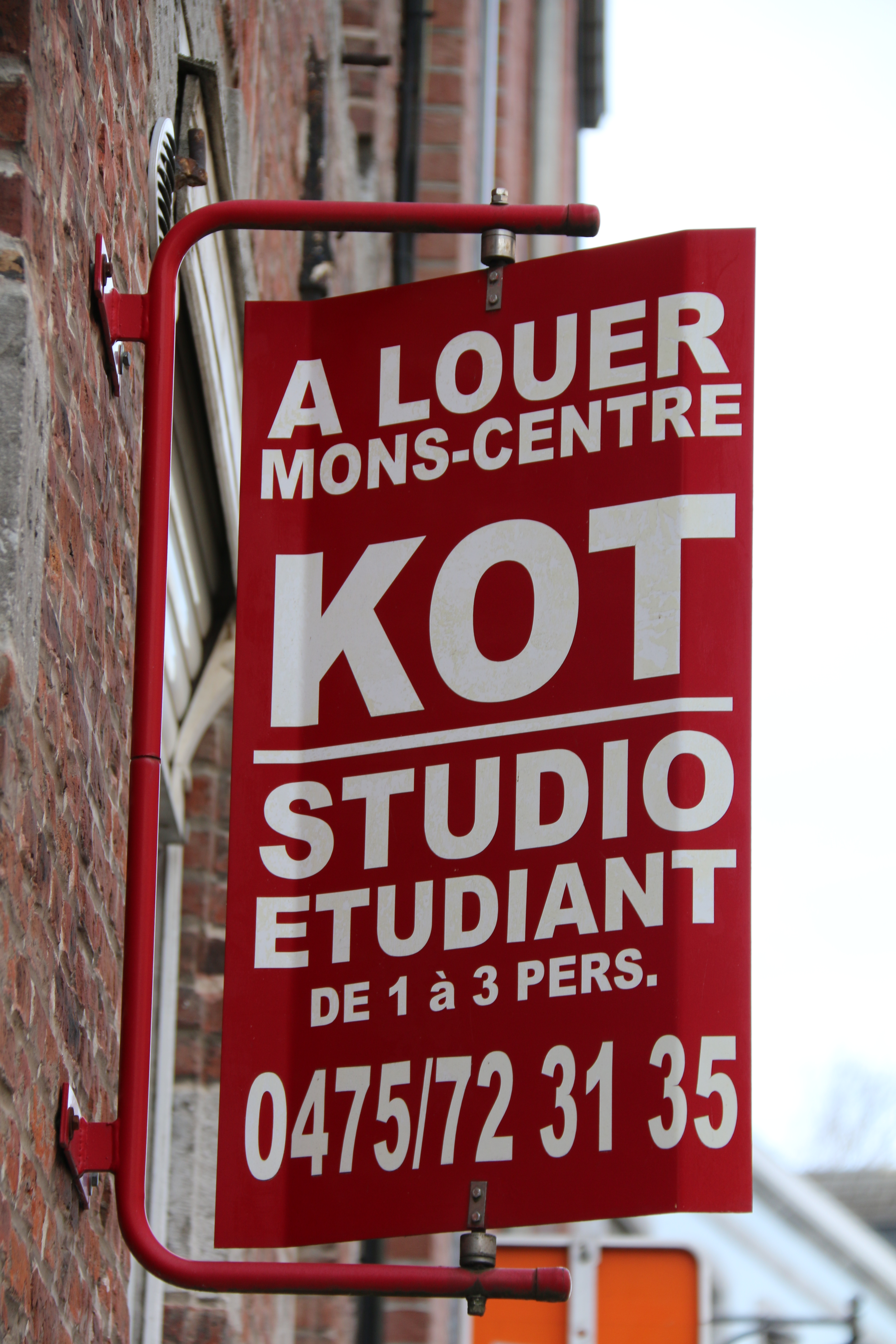
kot (chambre d'étudiant).

Les emprunts aux langues germaniques voisines comme bourgmestre qui vient du moyen néerlandais borgermeester pour désigner le premier magistrat d'une commune. Ou encore ring pour route périphérique, qui est un emprunt au néerlandais standard, et qui permet l'utilisation d'un même mot dans les trois langues nationales. Tof (« épatant »), emprunté au néerlandais standard (qui l'a emprunté à l'hébreu via le yiddish טוב tov « bon »). Action (« promotion »), emprunté à l'allemand Aktion.
On parle de flandricisme ou de flandrisme pour les mots issu du flamand ou du néerlandais de Belgique.

###### Mots ou expressions venant du flamand (pas nécessairement du néerlandais) ou termes bruxellois
- au vogelpik (FL) : (prononcer vaugueulepic) au hasard (le vogelpik est un jeu de fléchettes) ;
- couque : viennoiserie, par exemple une couque au chocolat ;
- (faire) blinquer[14] (FL) : (faire) briller (du néerlandais blinken) ;
- crollé[14] : bouclé (cheveux). Comparez au néerlandais krullend (haar) ou à l'anglais curly. Une crolle est une boucle de cheveu, ou un tracé circulaire (Son écriture comporte beaucoup de crolles). En flamand on dit pour la femme avec les crolles, die madam met die krullen (ou krollen). On parle aussi de krollekop (« tête frisée »), Regarde un peu, le Krollekop qui arrive, là ! ;
- dikkenek (littéralement « gros cou ») ou stoeffer (prononcer stouffeur mais avec accent tonique sur la première syllabe) : vantard ;
- douf : chaleur étouffante. « Il fait douf ici » ;
- Avoir une doufe : être ivre. se prendre une doufe (variante: se prendre une douille) : se prendre une décharge électrique. Lâcher une doufe : faire un pet ;
- drache (nationale)[14] : forte pluie. Par extension, s'applique également aux abondantes libations (de bière) ;
- drève : une allée carrossable bordée d'arbres. (néerlandais dreef) ;
- dringueille ou dringuelle : pourboire (néerlandais drinkgeld) ;
- en rue[14] : dans la rue ;
- en stoemelings : (prononcer stoumelinx) à la dérobée (néerlandais stommelings). Parfois abrégé en en stoem (prononcer en stoum). ex. : « Il a débarqué en stoum' ! » qui veut dire « Il est venu pensant être discret » ;
- kette : Mot fém. Désigne le sexe masculin ;
- klet ! : paf ! ;
- klette : nullité (d'une personne). ex. : « Quelle klette, ce pei ! » ;
- kot : petit réduit, cagibi (un kot à balais). Chambre d'étudiant. Verbe : koter disposer d'un kot (cokoteur : colocataire). Un kot désigne également un cachot dans un commissariat : « Une personne en garde à vue est mise au kot (FL) ("placée en cellule") ». Autre signification : un fritkot (FL) (ou baraque à frites) : un commerce ambulant où l'on peut acheter des frites (en paquet ou cornet) et autres snacks (boulettes, pistolets, mitraillettes, frica(n)delles, cervelas, avec ou sans picallily…) ;
- ne pas savoir de chemin avec quelqu'un (FL geen weg weten met iemand) : ne pas savoir comment s'y prendre avec quelqu'un (pour se faire obéir), être irrité par quelqu'un. « Cette mère ne sait pas de chemin avec son gamin[15]. » En flamand Deze moeder weet gene weg met haar kind (hare kleine = son petit) ;
- pei : homme (souvent légèrement péjoratif) ;
- schief : (prononcer skhîf) de travers (néerlandais : scheef),
  - et l'insulte dérivée : schieve lavabo (un lavabo de guingois étant impropre à l'usage) ;
- scherp : aigu, acéré (pr. & fig.) ;
- slache : sandale ou pantoufle ;
- snul : idiot, incapable ;
- stuut : un imprévu, une contrariété ;
- Volle gaz, ou Volle petrol : rapidement (littéralement : plein gaz) ;
- zinneke : bâtard ; (chien ou personne) d'ascendance incertaine (à l'origine diminutif de Zenne, la Senne, rivière qui passe sous la ville de Bruxelles ; en flamand de Hasselt le mot correspondant est demertje, en vertu d'une étymologie parallèle : « chien trouvé au bord de la rivière ») ;
- zieverèèr (pron. zîverèr) (néerl. général zeveraar) : un blablateur. Verbe : ziverer (pron. zîveré) (FL). Déverbal: des zîverderâ : des bêtises, des vantardises.

##### Antonomases
Les antonomases (lexicalisation de noms propres) : frigolite (« polystyrène expansé », à l'origine une marque déposée, Frigolith), balatum (« revêtement de sol », à l'origine une marque déposée),, gyproc (« plaques de gypse, placoplatre », Gyproc est une marque déposée), auto-scooter (« auto tamponneuse »), baxter (« goutte-à-goutte », ce mot vient de la marque qui commercialise ces goutte-à-goutte),, Bob (« capitaine de soirée », celui qui ne boit pas et ramène ses amis après la fête).

#### Selon le référent
Certains belgicismes, appelés régionalismes linguistiques, désignent des référents qui existent également dans les autres pays francophones (par exemple goulafre « goinfre »). D'autres belgicismes, appelés régionalismes encyclopédiques, désignent des référents spécifiques à la Belgique. Il n'existe donc pas pour ces derniers d'exacts équivalents en français de référence. Parmi ceux-ci, on peut citer :
- les noms des spécialités culinaires. Certains alcools, inconnus ailleurs qu'en Belgique, y font partie du langage courant. On peut citer la kriek qui est une bière lambic dans laquelle on a mis des cerises, le pékét, qui est un genièvre, aujourd'hui souvent aromatisé avec des goûts variés (citron, fraise, melon…), toute une série de bières belges tels que la Jupiler, la Chimay, la Leffe et des centaines d'autres ;
- les statalismes qui sont les purs produits de l'administration belge. Les fonctions spécifiques au royaume (échevin, adjoint du bourgmestre) ont pour certains une origine archaïque. De même pour les professions éducatives, dans le primaire on dit instituteur et non maître (qui a en Belgique une connotation de pouvoir comme le maître face à l'esclave ou la carte maîtresse dans un jeu de carte) ;
- diverses abréviations, dont Horeca (pour HOtels REstaurants CAfés) et GSM (téléphone portable), sont officiellement utilisées en Belgique et d'autres pays francophones (voire au-delà), mais pas en France.

#### Selon les formes utilisées
Certains belgicismes sont de formes inusitées dans le français de référence : barakî ou escavèche (hexagonal : escabèche) sont absents des dictionnaires du français de référence. Par contre, d'autres belgicismes sont des formes qui existent en français de référence, mais avec un sens différent :
- outre-Quiévrain désigne la France pour les Belges et vice versa ;
- déjeuner, dîner, souper (qui sont des archaïsmes), torchon et bien d'autres n'ont pas le même sens qu'en France ;
- s'abaisser : se pencher (« Fais un peu attention, quand tu t'abaisses, on voit ton derrière. »)[12]. En français de référence, s'abaisser signifie « s'humilier »[F 35].

### Exemples
Outre les exemples cités plus haut :

## La prononciation et les accents
Les accents des francophones de Belgique ne sont pas uniformes : on retrouve principalement trois grandes familles d'accents, l'accent bruxellois, l'accent picard et l'accent wallon.
L'« accent belge » généralement imité par les humoristes français correspond à l'accent bruxellois. Il s'agit d'un français prononcé avec un accent flamand brabançon plus ou moins intense. Bien que tombant en désuétude, il s'entend encore.  Cet accent authentique peut encore s'entendre dans l'un ou l'autre quartier spécifique ou une couche sociale particulière : les Marolles, le béguinage, le quartier du Meyboom, les corps professionnels bilingues (pompiers, policiers…).
Dans le film Faites sauter la banque, la famille de Victor Garnier (Louis de Funès) reçoit « les cousins de Liège », qui parlent avec un fort accent bruxellois bien peu de circonstance. L'acteur belge Charlie Dupont imite les différents accents francophones belges dans une séquence du film Il était une fois, une fois
L'accent picard est le même que celui que l'on retrouve dans le nord de la France. En Belgique, on le retrouve dans la partie occidentale du Hainaut (Mouscron, Ath, Tournai, Mons).
On peut distinguer différents accents wallons : l'accent carolorégien (Charleroi), l'accent namurois, l'accent ardennais, l'accent liégeois et l'accent verviétois.
Le parler des locuteurs belges a cependant de nombreux traits communs :
- maintien d'une opposition entre /a/ et sa variante longue /aː/ (patte et pâte se prononcent différemment) ;
- maintien d'une opposition entre /ɛ̃/ et /œ̃/ (brin et brun se prononcent différemment) ;
- maintien d'une opposition entre /ɛ/ et /ɛː/ (mettre et maître se prononcent différemment) ;
- maintien d'une opposition entre ‹ au › /o/ et ‹ o › /ɔ/: peau, beau, d'eau ne riment pas avec pot, bot, dos ;
- prononciation de la finale ‹ -osse › avec o ouvert bref /ɔ/ : fosse, grosse riment avec bosse mais pas avec fausse, Beauce (assez rare) ;
- prononciation des voyelles finales suivies d'un ‹ e › muet comme des voyelles longues (« amie » /a.miː/, « boue » /buː/, « pluie » /plwiː/), parfois ajout d'une semi-voyelle (« aimée » /ɛ.meːj/, « Lucie » /ly.siːj/) ;
- assourdissement à but contrastif des consonnes sonores finales (‹ d › se prononce /t/, ‹ b › se prononce /p/, « une grande digue » devient /yn.ɡʁɑ̃t.diːk/) mais « une grande maison » reste /yn.gʁɑ̃d.mε.zɔ̃/ ;
- subsistance de /ʀ/ au lieu de /ʁ/ ;
- prononciation, parfois, de /lj/ au lieu de /j/ dans certains mots où il y avait jadis /ʎ/ (travailler, ailleurs) ;
- absence de la semi-voyelle /ɥ/, remplacée par /w/ devant /i/ (« fuir » /fwiːʁ/) et par /y/ ailleurs (« tuer » /ty.(w)e/) ;
- utilisation des voyelles à la place des semi-voyelles dans certains mots (« lion » /li.ɔ̃/, « buée » /by.(w)ˈe/, « louer » /lu.(w)ˈe/)[22] ;
- Un [j] en français standard précédé d'une consonne et suivi d'une voyelle se prononce /ʃ/ ou /ʒ/ : /tʃɛ.ʁi/ pour Thierry, /di.dʒe/ pour Didier, /ka.ˈtʃa/ pour Katia, /ɡo.tʃe/ pour Gauthier, etc. Cette tendance à la palatalisation de /t/ et /d/ devant /j/ + voyelle n'est cependant pas généralisée[21] ;
- /ɛːn/ et /ɛːm/ sont souvent prononcés /ɛ̃ːn/ et /ɛ̃ːm/ respectivement. Ainsi peine se prononce /pɛ̃ːn/ et même se prononce /mɛ̃ːm/ ;
- dans les mots où les Français prononcent la lettre ‹ w › /v/, les Belges prononcent le plus souvent /w/. Ainsi entend-on /wa.ɡɔ̃/ pour « wagon », /we.se/ pour W.-C., /ve.we/ pour VW, /be.ɛm.ˈwe/ pour BMW, etc. Il n'y a guère d'exception que pour quelques mots notoirement allemands. Notons par ailleurs que les mots « Wallonie » et « wallon » se prononcent respectivement /wa.lɔ.ni/ et /wa.lɔ̃/, même en français de France[9] ;
- Vingt se prononce le plus souvent /vɛ̃ːt/ quand le mot est isolé ou suivi d'une pause. À Paris, il ne se prononce /vɛ̃ːt/ que dans les nombres « vingt-deux » à « vingt-neuf » et en liaison devant une voyelle ou un h non aspiré, comme dans vingt ans ou vingt heures[TLFi 4].

D'autres traits plus typés se retrouvent en zone dialectale wallonne.
- Existence de /h/ (généralement noté ‹ xh › dans les noms propres et le vocabulaire local) comme phonème dans la région liégeoise ;
- Assourdissement des consonnes sonores à la fin de groupes de mots, de mots, voire en coda de syllabe dans certains cas, et allongement de la voyelle qui précède (Liège [ljeːʃ], maigre [meːɡʁ], poudre [puːdʁ]), voire /meːk/ et /puːt/ pour les prononciations les plus marquées. À noter que l'allongement a fréquemment une valeur phonologique (tigre /tiːk/ avec la chute des consonnes finales opposé à tic /tik/) ;
- Assimilation de certaines consonnes occlusives en environnement nasal ([t] dans /mɛ̃.nɑ̃/ pour maintenant), dans un registre familier ;
- Les i se prononcent parfois [ɪ] (ministre /mɪ.nɪstʁ/, la ville).
- Le u se prononce parfois [ʌ] quand il est bref : le bus, le cactus, etc.

Ces prononciations très typées sont très stigmatisées.

## Morphologie et syntaxe
On peut signaler la série de noms de métiers féminisés en mars 1989 qui n'ont pas encore d'équivalents officiels en français de France. L'usage de ces féminins, obligatoire dans les actes administratifs aux termes du décret du 21 juin 1993, s'étend peu à peu dans le français usuel. Certains de ces féminins, tels « Madame la ministre », étaient d'ailleurs usités dès avant la féminisation officielle.
- savoir : pouvoir, être capable de (« Je ne saurai pas venir chez vous ce soir. » pour je ne pourrai pas..., en néerlandais kunnen)
- pouvoir : avoir la permission (« Je ne peux pas venir. » signifiant on me l'a défendu.)
- Le français de Belgique remplace parfois le subjonctif présent par l'infinitif du verbe. Exemple : « Voilà un essuie, pour t'essuyer. » pour Voilà une serviette de bain pour que tu t'essuies.[réf. nécessaire] ou encore « Voici des tartines pour toi manger »[N 5].

## Perceptions du français de Belgique
Ce qui passe en France pour être l'authentique accent belge est en réalité l'accent bruxellois très approximativement imité par Coluche, qui habille le français de fortes influences flamandes, au niveau de l'intonation et des expressions utilisées. Il est en fait très différent des accents trouvés dans la partie francophone du pays. Il s'agit principalement des accents wallons (dans les régions de Liège, de Namur, de Charleroi, le Brabant wallon et le Luxembourg belge) et picard (dans l'ouest de la province de Hainaut : Mons, Tournai, Mouscron).
L'acteur Charlie Dupont imite les différents accents francophones belges dans une séquence du film Il était une fois, une fois.
Il est vrai que dans leurs tentatives, souvent maladroites, d'imiter cet accent, les autres francophones ponctuent fréquemment leurs phrases de « une fois » et « sais-tu », expressions qui ne peuvent pas cohabiter : la première est bruxelloise et ne se trouve jamais postposée en bout de phrase, la seconde est wallonne. La traduction wallonne de la première est « un peu ».
René Goscinny utilise abondamment de ces expressions belges typiques dans Astérix chez les Belges pour les caricaturer.

## Créativité
Dans sa Grammaire critique du français Duculot, Gembloux, 1997, Marc Wilmet note en s'en amusant que l'imparfait qu'il appelle « ludique » est né en Wallonie et il donne cet exemple : « On disait que tu étais un Indien », notant que ce serait la forme populaire du conditionnel : « On aurait un oncle et il s'appellerait Victor » (Grammaire critique du français p. 390), mais il ajoute que l'imparfait ludique décrète tandis que le conditionnel « quête une approbation » (ibidem).

## Autorité linguistique
L'orthographe et grammaire française officielle de la Belgique sont gérées par la Fédération Wallonie-Bruxelles, dans le Conseil de la langue française et de la politique linguistique de la Belgique francophone.